# Betsy Damon
Betsy Damon, née en 1940, est une artiste américaine qui se consacre à l'Art écologique. 

## Biographie

### Réalisations
Betsy Damon  participe à un certain nombre d'expositions et de performances, dont 7,000 Year Old Woman en 1977 à New York,, se présente ensuite au Metropolitan Museum of Art. Elle est membre fondateur et  reçoit le Mid-Life Career Award du Women's Caucus for Art en 1989 et  remporte le Arts and Healing Network Award en 2000. À 50 ans, Betsy Damon change l'orientation de son art pour se concentrer sur l'eau, la conservation et la protection de l'eau et son impact sur la société. Ses efforts dans l'art activiste influencent le nettoyage annuel de la San Antonio River, ainsi que sensibilisent de nombreuses personnes à l'importance de l'eau. Son travail sensibilise également la Chine, son projet le plus connu étant The Living Water Garden dans la ville de Chengdu dans la province du Sichuan, le premier parc écologique sur le thème de l'eau en Chine urbaine,. En 2009, elle est citée au mois de l'histoire des femmes par le National Women's History Alliance (en).
En 1991, Betsy Damon fonde Keepers of the Waters, une organisation à but non lucratif qui sert de communauté internationale pour encourager « art, science and community projects for the understanding and remediation of living water systems. »,dans une approche collaborative, créée avec le soutien de l'Institut Hubert Humphrey (en)
En 2006, aux côtés de Betsy Damon, un groupe d'artistes, de scientifiques et de bailleurs de fonds, s'est réuni à Vancouver et  rédige un rapport de synthèse pour l'UNESCO intitulé « Art in Ecology - A Think Tank on Arts and Sustainability ». L'UNESCO commande un rapport avant la tenue de cette réunion, intitulé « Mapping the Terrain of Contemporary EcoART Practice », dont la réunion et le rapport de synthèse sont le résultat.

## Expositions
- 1977, 7,000 Year Old Woman, New York[1],[15]
- 25 janvier - 22 mars 1987, Special Projects (Winter 1987), MoMA PS1[16]
- 17 janvier - 14 mars 1982,  The Wild Art Show , MoMA PS1[16]

### Livres
- Susan F. Baxter, « Damon, Betsy (1940-) », in Jules Heller, Nancy G. Heller (éds), North American Women Artists of the Twentieth Century: A Biographical Dictionary, Routledge, 2013 lire sur Google Livres
- Christine Filippone, Science, Technology, and Utopias: Women Artists and Cold War America, Routledge, 2017 lire sur Google Livres
- Barbara Bloemink, A Natural Order: The Experience of Landscape in Contemporary Sculpture, Hudson River Museum (en), 1990 lire sur Google Livres
- Twylene Moyer, Glenn Harper (éds), The New Earthwork: Art Action Agency, University of Washington Press, 2012
- Margie Ruddick, Wild By Design: Strategies for Creating Life-Enhancing Landscapes, Island Press, 2016  — sur The Living Water Garden à Chengdu lire sur Google Livres

### Articles
- Betsy Damon, « The 7,000 Year Old Woman », Heresies 1, no.3, Fall 1977 [lire en ligne]
- Matt Forney, « Environmentalism By Ordinary People is Perilous in China--U.S. Woman Makes Enemies But Perseveres to Help Clean Up Stinking River », The Wall Street Journal, Jul. 2000
- Beth Carruthers, « Art, Sweet Art: Adaptive, Hybrid and Flexibe, EcoART Moves Hearts, Changes Minds and Ultimately Alters Behaviors », Alternatives Journal 32, no. 4-5, Dec. 2006 [lire en ligne]
- Diana Nelson Jones, « Development Project Uses Art to Control Water Flow in Larimer », Pittsburgh Post-Gazette, Jan. 2015 [lire en ligne]
- Elinor Gadin, « Betsy Damon's 'A Memory of Clear Water' », Arts Magazine (en) 61:10 (Summer 1987), p. 76–77

### Interview
- Richard Whittaker, « An Interview with Betsy Damon: Living Water », works & conversations, Dec 25, 2009 [lire en ligne]